# چارلز فولکس (بازیکن فوتبال)
چارلز فولکس (انگلیسی: Charles Foulkes; ۷ فوریهٔ ۱۹۰۵ – مه ۱۹۸۶ (۸۱ ساله)) بازیکن فوتبال اهل بریتانیا بود.
از باشگاه‌هایی که در آن بازی کرده‌است می‌توان به باشگاه فوتبال لینکولن سیتی، باشگاه فوتبال ای‌اف‌سی بورنموث، و باشگاه فوتبال برادفورد سیتی اشاره کرد.